# Poilão Cabral
Poilão Cabral es una localidad caboverdiana del municipio de São Lourenço dos Órgãos.

## Geografía
La localidad está situada en la isla Santiago.

## Organización territorial
La localidad abarca los lugares y barrios de:
- Achadinha
- Achadinha Baixo
- Beco
- Lém Bega
- Lém Vaz
- Massaroca
- Palha Carga
- Poilão Cabral